# Listă de filme britanice din 2005
Aceasta este o listă de filme britanice din 2005:

## Lista
| 2005                                                           |                                           |                                                                  |                                  |                                                               |
| Asylum                                                         | David Mackenzie                           | Natasha Richardson, Marton Csokas, Ian McKellen                  | Drama                            |                                                               |
| The Russian Dolls                                              | Cédric Klapisch                           | Romain Duris, Kelly Reilly                                       | Comedy drama                     | 1 win & 2 nominations                                         |
| Beowulf & Grendel                                              | Sturla Gunnarsson                         | Gerard Butler, Stellan Skarsgård                                 | Drama                            | Filmed in Iceland                                             |
| The Boy with a Thorn in His Side                               | Mark Jeavons                              | Alec Sedgley, Morgan Lees                                        | Comedy                           |                                                               |
| Brothers of the Head                                           | Keith Fulton, Louis Pepe                  | Harry Treadaway, Luke Treadaway                                  | Mockumentary                     |                                                               |
| The Business                                                   | Nick Love                                 | Danny Dyer, Tamer Hassan                                         | Crime                            |                                                               |
| Charlie and the Chocolate Factory                              | Tim Burton                                | Johnny Depp, Freddie Highmore                                    | Fantasy                          |                                                               |
| Chromophobia                                                   | Martha Fiennes                            | Penélope Cruz, Ralph Fiennes                                     |                                  | Screened at the 2005 Cannes Film Festival                     |
| The Chronicles of Narnia: The Lion, the Witch and the Wardrobe | Andrew Adamson                            | William Moseley, Anna Popplewell, Skandar Keynes, Georgie Henley | Fantasy                          |                                                               |
| The Constant Gardener                                          | Fernando Meirelles                        | Ralph Fiennes, Rachel Weisz, Hubert Koundé                       | Political Thriller               | Rachel Weisz won an Academy Award for Best Supporting Actress |
| Conversations with Other Women                                 | Hans Canosa                               | Aaron Eckhart, Helena Bonham Carter                              | Drama                            |                                                               |
| Creep                                                          | Christopher Smith                         | Franka Potente, Jeremy Sheffield, Vas Blackwood                  | Horror                           |                                                               |
| Derailed                                                       | Mikael Håfström                           | Clive Owen, Jennifer Aniston                                     | Thriller                         | Co-production with the US                                     |
| The Descent                                                    | Neil Marshall                             | Shauna MacDonald, Natalie Mendoza                                | Horror/Adventure                 |                                                               |
| The Feast of the Goat                                          | Luis Llosa                                | Tomas Milian, Isabella Rossellini                                | Drama                            |                                                               |
| Festival                                                       | Annie Griffin                             | Chris O'Dowd, Daniela Nardini, Stephen Mangan                    | Comedy                           |                                                               |
| Harry Potter and the Goblet of Fire                            | Mike Newell                               | Daniel Radcliffe, Rupert Grint, Emma Watson                      | Fantasy                          |                                                               |
| Heidi                                                          | Paul Marcus                               | Emma Bolger, Max von Sydow                                       | Drama                            |                                                               |
| The Hitchhiker's Guide to the Galaxy                           | Garth Jennings                            | Martin Freeman, Mos Def                                          | Sci Fi/Comedy                    |                                                               |
| House of 9                                                     | Steven R. Monroe                          | Dennis Hopper, Kelly Brook                                       | Horror                           |                                                               |
| In This World                                                  | Michael Winterbottom                      | Jamal Udin Torabi, Enayatullah                                   | Docudrama                        |                                                               |
| Keeping Mum                                                    | Niall Johnson                             | Rowan Atkinson, Kristin Scott Thomas                             | Comedy                           |                                                               |
| Kinky Boots                                                    | Julian Jarrold                            | Joel Edgerton, Chiwetel Ejiofor                                  | Drama/Comedy                     |                                                               |
| Lassie                                                         | Charles Sturridge                         | Peter O'Toole, Samantha Morton                                   | Family                           |                                                               |
| The League of Gentlemen's Apocalypse                           | Steve Bendelack                           | Mark Gatiss, Steve Pemberton, Reece Shearsmith                   | Comedy                           |                                                               |
| Love + hate                                                    | Dominic Savage                            | Samina Awan, Dean Andrews                                        | Drama                            |                                                               |
| The Magic Roundabout                                           | Various                                   | Robbie Williams, Ray Winstone, Ian McKellen                      | Animated                         |                                                               |
| Man to Man                                                     | Régis Wargnier                            | Joseph Fiennes, Kristin Scott Thomas                             | Drama                            |                                                               |
| Match Point                                                    | Woody Allen                               | Jonathan Rhys Meyers, Scarlett Johansson                         | Drama/Thriller                   |                                                               |
| Mrs Henderson Presents                                         | Stephen Frears                            | Judi Dench, Bob Hoskins                                          | Comedy/Drama                     |                                                               |
| Mrs. Palfrey at the Claremont                                  | Dan Ireland                               | Joan Plowright, Rupert Friend                                    | Comedy/Drama                     |                                                               |
| Nanny McPhee                                                   | Kirk Jones                                | Emma Thompson, Colin Firth and Angela Lansbury                   | Comedy/Family                    |                                                               |
| On a Clear Day                                                 | Gaby Dellal                               | Peter Mullan, Brenda Blethyn                                     | Drama                            |                                                               |
| The Piano Tuner of Earthquakes                                 | Stephen Quay, Timothy Quay                | Amira Casar, Gottfried John, Assumpta Serna                      | Fantasy                          |                                                               |
| Pride & Prejudice                                              | Joe Wright                                | Keira Knightley, Matthew Macfadyen, Brenda Blethyn               | Literary drama                   | adaptation of Jane Austen's novel                             |
| The Proposition                                                | John Hillcoat                             | Ray Winstone, Guy Pearce                                         | Action                           | Co-production with Australia                                  |
| Revolver                                                       | Guy Ritchie                               | Jason Statham, Ray Liotta                                        | Crime/Drama                      |                                                               |
| The Russian Dolls                                              | Cédric Klapisch                           | Romain Duris, Kelly Reilly, Audrey Tautou                        | Romantic comedy                  | Made with France                                              |
| Separate Lies                                                  | Julian Fellowes                           | Tom Wilkinson, Emily Watson                                      | Romance/Drama                    |                                                               |
| Shooting Dogs                                                  | Michael Caton-Jones                       | John Hurt, Hugh Dancy                                            | Drama                            |                                                               |
| Silence Becomes You                                            | Stephanie Sinclaire                       | Alicia Silverstone, Sienna Guillory                              | Thriller                         |                                                               |
| Stoned                                                         | Stephen Woolley                           | Leo Gregory, Paddy Considine, David Morrissey                    | Biography                        | depicts the life of Brian Jones of The Rolling Stones         |
| Stormbreaker                                                   | Geoffrey Sax                              | Alex Pettyfer, Mickey Rourke, Ewan McGregor, Alicia Silverstone  | Adventure/Family                 | Two nominations for Alex Pettyfer (Lead)                      |
| Tickets                                                        | Abbas Kiarostami, Ken Loach, Ermanno Olmi | Martin Compston, Carlo Delle Piane, Aishe Gjuriqi                | Comedy/Drama                     | Made with Iran and Italy                                      |
| Unleashed                                                      | Louis Leterrier                           | Jet Li                                                           | Martial Arts / Action / Thriller |                                                               |
| V for Vendetta                                                 | James McTeigue                            | Natalie Portman, Hugo Weaving, Stephen Rea                       | fantasy/thriller                 |                                                               |
| Valiant                                                        | Gary Chapman                              | Ewan McGregor, Ricky Gervais, Tim Curry                          | Animated/Adventure               |                                                               |
| Wah-Wah                                                        | Richard E. Grant                          | Nicholas Hoult, Miranda Richardson                               | Comedy/Drama                     |                                                               |
| Wallace & Gromit: The Curse of the Were-Rabbit                 | Steve Box, Nick Park                      | Peter Sallis, Helena Bonham Carter, Ralph Fiennes                | Animation                        | Academy Award for Best Animated Feature                       |
| The White Countess                                             | James Ivory                               | Ralph Fiennes, Natasha Richardson                                | Drama                            | Co-production                                                 |